# São Paulo Challenger de Tênis 2015
El torneo São Paulo Challenger de Tênis 2015 es un torneo profesional de tenis. Pertenece al ATP Challenger Series 2015. Se disputará su 3.ª edición sobre superficie Tierra batida, en São Paulo, Brasil entre el 27 de abril y el 2 de mayo de 2015.

## Jugadores participantes del cuadro de individuales
| Favorito | País                      | Jugador          | Rank1 | Posición en el torneo |
| -------- | ------------------------- | ---------------- | ----- | --------------------- |
| 1        | Bandera de Argentina      | Máximo González  | 96    | Primera ronda         |
| 2        | Bandera de Eslovenia      | Blaž Rola        | 112   | Segunda ronda         |
| 3        | Bandera de Brasil         | André Ghem       | 151   | Primera ronda         |
| 4        | Bandera de Estados Unidos | Chase Buchanan   | 162   | Primera ronda         |
| 5        | Bandera de Argentina      | Guido Pella      | 163   | CAMPEÓN               |
| 6        | Bandera de Brasil         | Guilherme Clezar | 183   | Segunda ronda         |
| 7        | Bandera de Chile          | Nicolás Jarry    | 193   | Segunda ronda         |
| 8        | Bandera de Argentina      | Guido Andreozzi  | 200   | Semifinales           |

- 1 Se ha tomado en cuenta el ranking del 20 de abril de 2015.

### Otros participantes
Los siguientes jugadores recibieron una invitación (tenista invitado), por lo tanto ingresan directamente al cuadro principal (WC):
- Rogério Dutra Silva
- Thiago Monteiro
- Wilson Leite
- Pedro Sakamato

Los siguientes jugadores ingresan al cuadro principal tras disputar el cuadro clasificatorio (Q):
- Federico Coria
- Ricardo Hocevar
- Tomás Lipovsek Puches
- José Pereira

## Campeones

### Individual Masculino
- Guido Pella derrotó en la final a  Christian Lindell, 7–5, 7–6(1)

### Dobles Masculino
- Chase Buchanan /  Blaž Rola derrotaron en la final a  Guido Andreozzi /  Sergio Galdós, 6–4, 6–4